# Hiram Bingham II
Hiram Bingham II (Honolulu, 16 de agosto de 1831-Baltimore, 25 de octubre de 1908) fue un misionero protestante en Hawái e Islas Gilbert.

## Biografía
Bingham era el sexto hijo del misionero Hiram Bingham I (1789–1869) y Sybil Moseley Bingham (1792–1848).  Con diez años, en 1840, sus padres lo enviaron a estudiar a un colegio de Easthampton con sus hermanas Elizabeth Kaahumanu (1829–1899) y Lydia Bingham (1834–1915), más tarde se graduó en Yale en 1853.
Bingham se ordenó ministro congregacionalista en New Haven el 9 de noviembre de 1856. Tras casarse con Clara Brewster, se mudaron a Hawái en 1857, donde ejercieron como misioneros predicando el cristianismo en Hawái y otras islas del Océano Pacífico. En 1865, volvió brevemente a Estados Unidos continental para más tarde pasarse por las Islas Marquesas, Micronesia y finalmente Honolulú. 
Tradujo la Biblia a gilbertés con ayuda de Moses Kaure, y en este idioma escribió varios libros. 
Era padre de Hiram Bingham III y abuelo de Harry Bingham.